# Supervalår
Supervalår är ett valår där flera viktiga politiska val råkar sammanfalla under samma år. Begreppet används i Sverige om både nationella och internationella extra viktiga valår. Ursprungligen kommer det från tysk politik (superwahljahr) där journalister och statsvetare använder det för att beskriva ovanligt valtäta år. 

## Världen
I världen var det ett supervalår 2004 då flera av världens största och mäktigaste länder hade val, däribland USA, Ryssland, Tyskland, Indien, Spanien, Sydafrika, Indonesien, Australien och Ukraina. Till det kom att samtliga medlemsländer i EU hade val till EU-parlamentet. 

## Sverige
I Sverige används termen bland annat om ett valår där både Europaparlamentsval och allmänna val hålls under samma år, något som bara händer vart tjugonde år med nuvarande valkalender. I Sverige har detta hittills bara skett 2014. Det innebär för flertalet röstberättigande i Sverige fyra olika val inom loppet av fyra månader (112 dagar) under året. Förutom EU-parlamentsvalet den 25 maj ägde valen till kommuner, landsting och riksdag rum den 14 september. På en del håll, som i Göteborg, var det dessutom folkomröstningar förlagda till valdagarna 2014.
1994 gick Sverige till riksdagsval i september, kyrkovalet i oktober och EU-medlemskapsfolkomröstning i november.